# Rin Yamazaki
Rin Yamazaki (japanisch 山﨑 倫 Yamazaki Rin; * 20. Mai 2003 in der Präfektur Tokio) ist ein japanischer Fußballspieler.

## Karriere
Rin Yamazaki erlernte das Fußballspielen in der Jugendmannschaft von Ōmiya Ardija. Hier unterschrieb er am 1. Februar 2022 auch seinen ersten Profivertrag. Der Verein aus Saitama, einer Stadt in der gleichnamigen Präfektur Saitama, spielte in der zweiten japanischen Liga. Sein Zweitligadebüt gab Rin Yamazaki am 20. August 2022 (32. Spieltag) im Heimspiel gegen den FC Machida Zelvia. Bei der 0:2-Heimniederlage wurde er in der 74. Minute für Kanji Okunuki eingewechselt. In seiner ersten Profisaison bestritt er sieben Zweitligaspiele. Am Ende der Saison 2023 musste er mit dem Verein als Tabellenvorletzter in die dritte Liga absteigen. Am Ende der Saison 2024 feierte er mit dem Verein die Drittligameisterschaft und den Aufstieg in die zweite Liga. Nach dem Aufstieg verließ er den Verein und schloss sich im Januar 2025 dem Drittligisten Kagoshima United FC an.

## Erfolge
Ōmiya Ardija
- Japanischer Drittligameister: 2024